# Tepame
Tepame är en ort i Mexiko.   Den ligger i kommunen Zapotlanejo och delstaten Jalisco, i den centrala delen av landet, 400 km väster om huvudstaden Mexico City. Tepame ligger 1 688 meter över havet och antalet invånare är 116.
Terrängen runt Tepame är kuperad åt nordväst, men åt sydost är den platt. Runt Tepame är det ganska tätbefolkat, med 96 invånare per kvadratkilometer. Närmaste större samhälle är Zapotlanejo, 10,7 km söder om Tepame. I omgivningarna runt Tepame växer huvudsakligen savannskog.